# دانیال روزین
دانیال روزین (زاده ۱۹۶۱ در اورشلیم، اسراییل) طراح صنعتی و هنرمندی نیویورکی است که در زمینه هنر تعاملی دیجیتال فعالیت می‌کند. سازه‌ها و مجسمه‌های او دارای این ویژگی هستند که نسبت به حضور، جایگاه و نقطه دید مخاطب واکنش نشان می‌دهند و تغییر پیدا می‌کنند. در برخی از آثار روزین بیننده، خود موضوع اصلی اثر است و در برخی دیگر، بیننده نقشی فعال و خلاق در اجرای اثر دارد. در بیشتر کارهای روزین رایانه‌هایی به‌کار گرفته می‌شوند که به ندرت قابل مشاهده هستند. آینه و «درک از خود» تم اصلی آثار فعلی روزین را تشکیل می‌دهند.
روزین استادیار دانشگاه هنر تیش در نیویورک است و دروسی مانند «ورک‌شاپ طراحی اسباب‌بازی» و «دنیا- پیکسل به پیکسل» را تدریس می‌کند.